# Die Feen
Die Feen (Feerna, WWV 32) är en opera (Grosse romantische Oper) i tre akter med musik och text av Richard Wagner. Librettot bygger på Carlo Gozzis skådespel La donna serpente (1762). Die Feen var Wagners första fullbordade opera, men förblev ouppförd under hans livstid. Den har aldrig etablerat sig ordentligt på operarepertoaren, även om den får sporadiska framträdanden på scen eller på konserter, oftast i Tyskland. Operan finns på CD och i en kraftigt nedskuren, anpassad DVD-version för barn. Premiären av operan ägde inte rum förrän fem år efter Wagners död den 29 juni 1888 i München, inövad av den unge Richard Strauss och dirigerad av Franz Fischer.
Även om musiken i Die Feen visar influenser från Carl Maria von Weber och andra kompositörer från den tiden, har kommentatorer sett embryona till drag i den mogna wagneroperan. Fantasyhandlingen föregriper också teman som försoning som skulle återkomma i hans senare verk.

## Historia
Die Feen var Wagners första fullbordade opera, komponerad 1833 när han var 20 år gammal och arbetade som kapellmästare på deltid i Würzburg. Han gav den beskrivningen av Grosse romantische Oper (stor romantisk opera). Men för Wagner själv var Die Feen redan hans fjärde scenverk. Wagner fullbordade bara texten till sitt debutverk, den "stora tragedin" Leubald, och han kan aldrig ha börjat tonsätta den. Inte ens titeln på hans andra opera (Schäferoper) har gått i arv. Wagner avbröt arbetet med Die Hochzeit vid årsskiftet 1832/33 eftersom familjen, särskilt hans syster Rosalie, tyckte att handlingen var motbjudande. Wagners första musikdramatiska verk framfördes 1833. Det rörde sig då om en aria som Wagner skrev till Marschners opera Der Vampyr.
På 1830-talet fanns det många svårigheter för den nya tyskspråkiga operan. Först ansågs det saknas libretti av god kvalitet att tonsätta. Detta kan ha påverkat Wagners beslut att skriva librettot till Die Feen själv. För det andra fanns det en rädsla bland myndigheterna i Tyskland och Österrike för att framförandet av operor på tyska skulle locka till sig nationalistiska och revolutionära anhängare. Detta skulle ha ökat svårigheterna för en nybörjare som vill ha ett tillfälle att framföra sin nya opera.
Även om Gozzis La donna serpente var källan till Wagners handling, tog han namnen på Die Feens två huvudkaraktärer, Ada och Arindal, från Die Hochzeit, som också är ett par här, men den här gången lyckligt gifta i flera år.. Wagner gjorde en innehållsförändring – älvan Ada förvandlas till en sten i stället för en orm – från Gozzis fabel Il corvo (1761), som hans farbror Adolf Wagner hade översatt till tyska och publicerat 1804 under titeln Der Rabe. Librettot introducerade också ett fantasitema som inte fanns med i den ursprungliga pjäsen. Librettot visar teman och mönster som skulle återkomma i Wagners mer mogna verk. Dessa inkluderar försoning, en mystisk främling som kräver att hans älskade inte frågar efter hans namn och långa avslöjande berättelser.
Wagner reviderade partituret till Die Feen 1834, då han hoppades på en uppsättning. En av förändringarna i 1834 års version var att Adas stora scen Weh' mir, so no' die fürchterliche Stunde skrevs om från grunden. Operan förblev dock ouppförd under hans livstid.
Julen 1865 gav Wagner personligen originalmanuskriptet till Die Feen till kung Ludvig II av Bayern. År 1939 gavs senare manuskriptet som en gåva till Adolf Hitlers 50-årsdag, tillsammans med originalpartituren till operorna Das Liebesverbot, Rienzi, Rhenguldet och Valkyrian. Manuskripten antas ha förstörts i  Hitlers bunker i Berlin under andra världskrigets sista dagar. Ett utkast av Wagners hand till dialog som han skrev för att ersätta några av operans recitativ, finns i Stefan Zweigs samling på British Library.

## Premiär
Uruppförandet, som ägde rum 29 juni 1888 på Hofoper i München (fem år efter Wagners död och trots häftigt motstånd från dennes änka Cosima) instuderades av Richard Strauss och Hermann Levi. Rollistan bestod av flera sångare som hade gjort roller i Wagners senare operor. Uppsättningen var så framgångsrik att verket gavs femtio gånger fram till 1891. I München hölls nypremiärer 1895, 1899 och en ny uppsättning på Prinzregententheater 1910. Den framfördes i Prag 1893 och i Zürich 1914. Det blev inga fler föreställningar förrän på 1930-talet. I det långa loppet kunde Die Feen inte hävda sig på operascenerna. Men verket fick också hård kritik direkt efter premiären. Eduard Hanslick skrev bland annat:
"Den unge Wagner sänkte ner denna oätliga älvragu i en brygd av musik som ingen skulle få en föraning om en stor framtid av. (…) Inte en stark originell tanke, inte en förtjusande melodi, inte ett ljud som väller upp från djupet av hjärtat avbryter monotonin i detta musikaliska fabriksarbete."
Ludwig Holtmeier intygar att verket är "en sammanställning av den modernaste progressiva harmonin och den intakta kadensharmonin i den klassiska stilen, av dynamisk, dramatisk formkonstruktion och enkel symmetri i perioderna". Den snabbt växlande harmoniska kursen lämnar en "märklig känsla av brist på färg och riktning". Det dominerande intrycket av verket är "brist på proportioner".
Det är den enda Wagneroperan som inte har spelats in för TV- eller videosändningar. Det finns några ljudinspelningar, varav den mest kända är ett liveframträdande under ledning av Wolfgang Sawallisch som en del av firandet av hundraårsminnet av kompositörens död. Den 11 april 2020 streamade Wiener Staatsoper föreställningen av barnversionen från den 3 mars 2012 dirigerad av Kathleen Kelly på internet som en del av deras gratiserbjudanden under covid-19-pandemin.

## Sökandet efter härkomsten
Förbudet mot att ställa frågor om härkomsten, sökandet efter fadern, följde Richard Wagner under hela hans liv och motiverade nästan alla hans verk. Många av hans dramaintriger inleds med att någons far för. Varken Tristan, Siegfried eller Parsifal känner sina fäder, och även om Siegmund gör det så vet han ändå inte vem denne egentligen är. Både Tristan och Siegfried har en fosterfar, Lohengrin tvingas tiga om sitt namn och sin börd, och i Mästersångarna i Nürnberg får den föräldralöse Walter von Stolzing frågan om han föddes fri och ärlig. Siegfried frågar Mime om sin fars namn. Parsifals mor Herzeleide försöker hemlighålla all kunskap om fadern för sonen. Även Wagners själv hyste tvivel. Var det Carl Friedrich Wilhelm Wagner (1770-1813) eller styvfadern Ludwig Geyer (1779-1821) som var hans riktige far?

## Musiken

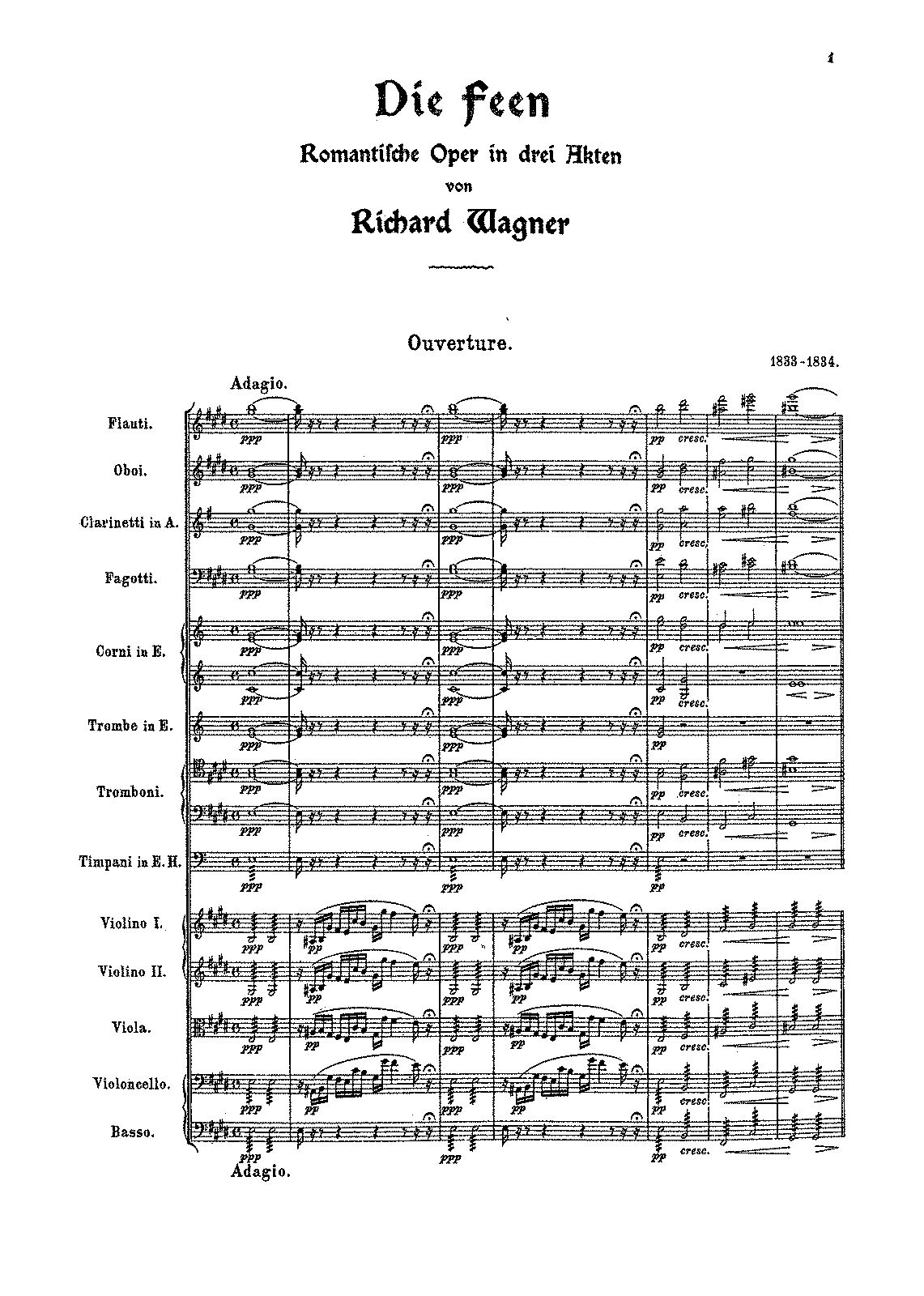
Förspelet till Die Feen.

Wagner lärde känna Gozzis fabel genom författaren och tonsättaren E.T.A. Hoffmann, som skattade stoffet högt. Richard Wagner ändrade inte bara sagans titel (La donna serpente) utan även dess handling (Ada förvandlas till exempel inte till en orm, utan till en sten). Handlingen grundkonflikt, som Wagner tolv år senare även skulle använda sig av i Lohengrin, är motsättningen mellan det överjordiska och det jordiska. Han ställer i sin opera frågan om kärleken mellan en odödlig och en dödlig kan uppfyllas, så som Hoffmann hade gjort i Undine och Heinrich Marschner i Hans Heiling, som Wagner lärde känna först när han påbörjade arbetet med tonsättningen på hösten 1833. Wagner nämnde själv Beethoven, Carl Maria von Weber och Heinrich Marschner som sina förebilder, men i den text han själv skrev finns redan element av hans senare idéer
Med motivet "den förbjudna frågan" föregriper Wagner Lohengrin, och Arindals växande medlidande med djuret som han under sin jakt träffar med en pil pekar fram mot svanepisoden i Parsifal. De hårda prövningarna som Arindal tvingas utstå erinrar om Mozarts Trollflöjten, och den förstenade Adas återväckande till livet genom lyrans kraft har sitt ursprung i myten om Orfeus. Uppläggningen av de olika scenerna och sångnumren är hämtad från den samtida tyska och franska operarepertoaren, som Wagner grundligt hade lärt känna dels i Dresden och Leipzig, dels i Wien och Würzburg, där han komponerade Die Feen. Trots att varken operans stil eller tonfall låter ana Wagners kommande verk, placerar såväl tonsättarens mogna dramaturgiska teknik som den medryckande musiken verket bland de främsta i raden av samtidens tyska romantiska operor.
Som en tysk romantisk opera imiterade Die Feen Carl Maria von Webers musikaliska stil. Enligt Danilo Prefumos anteckningar till en av de tillgängliga inspelningarna visade den också influenser från italiensk opera, grand opera och opéra comique. Gramophones ständige Wagner-recensent Alan Blyth ser däremot både Weber och Marschner som influenser men säger att genom att undvika att apa efter italiensk opera i Das Liebesverbot och grand opera i Rienzi blev resultatet en opera som var mer stilistiskt enhetlig än sina efterföljare. "De senare verken kan innehålla enskilda passager som är mer 'avancerade' än något i Die Féens ungdomligt imitativa sätt, men som helheter är de mindre tillfredsställande."
I The New York Times vidstår kritikern John Rockwell till att det finns passager som imiterar Weber och Marschner, men säger att det finns "underbart originella passager också... En del av det instrumentala skrivandet är utsökt. Och särskilt i de två sista akterna finns det ensembler och scener av obestridlig personlighetsstyrka. Det här är inte någon pittoresk antikvarisk återuppståndelse, utan en opera som kan fungera för dagens publik på scenen." Blyth är mindre helhjärtad i sitt stöd. 1984 skrev han: "Librettot är hopplöst klumpigt, dess språk uppstyltat, många av dess musikaliska strukturer ogenomtänkta, men mycket är njutbart i sin egen rätt lika mycket som för njutningen i att upptäcka frön till framtida triumfer."
Den weberianska ouvertyren i E-dur, tonarten i vilken operan börjar och slutar, innehåller många av operans huvudteman. Verket som helhet har inte de invecklade kedjor av melodier och kromatisk harmonik som kännetecknade tonsättarens mogna verk. Det finns dock redan i operan en tendens att röra sig bort från en strikt nummerform och att ställa sångarna inför långa, utmanande passager. Återkommande teman eller enkla ledmotiv som förknippas med karaktärer och situationer visar redan en tendens till något som Wagner senare skulle använda på ett betydligt mer sofistikerat sätt i sina mogna verk. En annan föraning om tonsättarens mogna sätt är hur orkestern ofta bär melodin medan vokalstämmorna är deklamatoriska. Av de olika ariorna väljer Blyth ut Adas "enorma scen i akt 2, som kräver en äkta dramatisk sopran" och noterar att Birgit Nilsson hade spelat in den. Han ser ensemblerna som föregripande Tannhäuser och Lohengrin men plockar fram "den förtjusande buffaduetten för Gernot... och Drolla", säger att den ser mer fram emot Das Liebesverbot "förutom att den överträffar allt i den följande musiken i anspråkslös melodi".

## Personer
| Roller                                                                                            | Röstläge | Premiärbesättning 29 juni 1888 Dirigent: Franz Fischer |
| ------------------------------------------------------------------------------------------------- | -------- | ------------------------------------------------------ |
| Älvkungen                                                                                         | bas      | Victorine Blank                                        |
| Ada, en fe                                                                                        | sopran   | Lili Dressler                                          |
| Zemina, en fe                                                                                     | sopran   | Pauline Sigler                                         |
| Farzana, en fe                                                                                    | sopran   | Marie Sigler                                           |
| Arindal, Kung av Tramond                                                                          | tenor    | Max Mikorey                                            |
| Lora, hans syster                                                                                 | sopran   | Adrienne Weitz                                         |
| Morald, hennes älskade                                                                            | baryton  | Rudolf Fuchs                                           |
| Gunther, en hovman från Tramond                                                                   | tenor    | Heinrich Herrmann                                      |
| Gernot, Arindals vän                                                                              | bas      | Gustav Siehr                                           |
| Drolla, Loras väninna                                                                             | sopran   | Emilie Herzog                                          |
| Harald, Arindals fältherre                                                                        | bas      | Kaspar Bausewein                                       |
| En budbärare                                                                                      | tenor    | Max Schlosser                                          |
| Trollkarlen Gromas röst                                                                           | bas      |                                                        |
| Feer, Moralds följeslagare, krigare, folk, jordandar, förstenade män, Gromas osynliga andar (kör) |          |                                                        |

## Handling
Arindal, prins av Tramond, och hans jägare Gernot är ute och jagar. Då ser de en särskilt vacker hind. De kan dock inte döda detta djur förrän i skymningen och oförklarligt gå in i feernas rike. Det första de ser där är feen Ada istället för ett rådjur. Arindal och Ada blir omedelbart blixtförälskade i varandra. Mot älvkungens vilja vill Ada gifta sig med sin älskare. Älvkungen går med på det på villkor att Arindal inte får fråga Ada vem hon är under de första åtta åren. Arindal accepterar detta villkor.
Åren går – de har båda två barn – när Arindal till slut frågar Ada vem hon är strax innan tidsfristen går ut. Som ett resultat av detta fördrivs Arindal och Gernot från älvornas rike och transporteras till ett vilt, ödsligt område. Ada, som inte är villig att ge upp sin man, vill avsäga sig sin odödlighet och ger sig ut på jakt efter Arindal.
Akt I
Feernas trädgård. Feerna försöker förhindra en förbindelse mellan deras furstedotter och en människa. Prins Arindal och Ada har blivit förälskade. Men genom att ställa en oförsiktig fråga förlorar Arindal sin överjordiska hustru och tvinga lämna älvriket ("Wo find ich dich, wo wird mir Trost?"). Även hans jordiska rike är allvarligt hotat. Prinsen är redo att försvara sitt fadersarv mot fienden. Ada beslutar att följa med Arindal och bli hans jordiska hustru ("Wie muss ich doch beklagen"). Hon ger därigenom upp sin odödlighet. Men hon måste först låta Arindal genomgå en rad prövningar.
Akt II
Palatset i huvudstaden i Arindals rike. Arindal visar sig vara alltför svag när han får utstå Adas prövningar (i form av fruktansvärda syner). För detta måste Ada plikta ("Weh' mir, so nah' die fürchterlische Stunde"): Hon skall under hundra år vara förvandlad till sten medan Arindal kommer att bli vansinnig och dö.
Akt III
Festsalen med tronen - Riket i underjorden - Älvornas underbara palats. Medan den jordiska konflikten verkar kunna lösas - Arindals syster Lora och härföraren Morald intar tronen i spetsen för det befriade landet - får Arindal vetskap om Adas förstening och om sin skuld. Trollkarlen Groma, en gammal vän till Tramonds kungahus, skänker Arindal ett svärd, en sköld och en lyra. Med hjälp av dessa ting besegrar Arindal underjordens andar och demoner, och lyckas med tonerna från den magiska lyran befria Ada från hennes förstening ("O ihr, des Busens Hochgefühle"). Därigenom uppnår Arindal odödlighet och leds av den återupplivade Ada in i älvriket.

## Orkesterbesättning
Operans orkesterinstrumentation består av följande instrument:
- Träblåsinstrument: piccolaflöjt, två flöjter, två oboer, två klarinetter, två fagotter
- Bleckblåsinstrument: fyra valthorn, två trumpeter, tre tromboner
- pukor
- Harpa
- Stråkar
- Scenmusik: två flöjter, två klarinetter, två trumpeter, fyra tromboner